# Philipp Missfelder
Philipp Missfelder, né le 25 août 1979 et mort le 13 juillet 2015  dans l'arrondissement de Coesfeld, est un homme politique allemand. De 2002 à 2014, il était le président du Junge Union et siège au Bundestag de 2005 à 2015.